# Войчештій-дін-Вале
Войчештій-дін-Вале (рум. Voiceștii din Vale) — село у повіті Вилча в Румунії. Входить до складу комуни Войчешть.
Село розташоване на відстані 142 км на захід від Бухареста, 55 км на південь від Римніку-Вилчі, 50 км на північний схід від Крайови.

## Населення
За даними перепису населення 2002 року у селі проживали 257 осіб. Усі жителі села рідною мовою назвали румунську.
Національний склад населення села:
| Національність | Кількість осіб | Відсоток |
| -------------- | -------------- | -------- |
| румуни         | 238            | 92,6%    |